# Idriss Saadi
Pour les articles homonymes, voir Saadi (homonymie).
Idriss Saadi, né le 8 février 1992 à Valence (Drôme), est un footballeur algérien évoluant au poste d'attaquant.

## Biographie

### Débuts avec l'AS Saint-Étienne (2010-2014)
Saadi fait ses débuts professionnels le 28 août 2010 dans un match de championnat contre Lens (victoire de l'ASSE 3-1).
Durant la saison 2009-2010, il est le meilleur buteur de son équipe en CFA 2 avec 18 buts. La saison suivante, l'équipe ayant obtenu la montée en CFA, il marque 13 buts et commence à être appelé plus régulièrement sur le banc de l'équipe pro. Cette même année, avec les jeunes de l'ASSE, il participe à la Coupe Gambardella. Il est l'un des grands artisans du succès de l'équipe dans cette compétition, y inscrivant 10 buts, menant ainsi son équipe jusqu'en finale au Stade de France, face à l'AS Monaco. Il est le meneur d'une génération très douée, qui va s'incliner aux tirs au but après avoir égalisé à 10 minutes de la fin, 1-1.
Idriss signe son premier contrat pro en juillet 2011. Ayant de la peine à confirmer les espoirs placés en lui, le 10 janvier 2012, il est prêté au Stade de Reims jusqu'à la fin de la saison 2011-2012. Il ne parvient pas à s'imposer dans l'équipe champenoise et retourne à l'AS Saint-Étienne à la fin de la saison.

#### Prêts au Stade de Reims et au GFC Ajaccio (2012-2013)
Lors de la 19e journée de Ligue 2, il fait sa première apparition avec le Stade de Reims. Le 19 mars 2012, lors de la 28e journée de Ligue 2 opposant Le Mans FC au Stade de Reims, il inscrit son premier but chez les professionnels de la tête sur un centre de Quentin Pereira pour une victoire 1-0. Malheureusement, il ne parviendra pas à devenir titulaire dans une équipe déjà bien en place et jouant la montée (Reims termina 2e de Ligue 2). Finalement il ne jouera que 10 matchs dont seulement 2 comme titulaire pour 290 minutes de jeu et 1 but.
Fin août 2012, il est prêté pour une saison en faveur du GFC Ajaccio. Dès son premier match lors de la 7e journée de Ligue 2, il inscrit un but à la 6e minute de jeu qui donne la victoire à son équipe. Participant à tous les matchs, il devient rapidement un titulaire indiscutable à son poste, inscrivant même deux doublés, contre le FC Nantes et Istres. Malgré tout, un certain manque de sang froid se fait sentir, en atteste sa longue période de disette entre janvier et avril 2013. Il finit tout de même la saison comme meilleur buteur du club avec sept réalisations en 32 matchs. Mais le Gazélec ne parvient pas à se maintenir en Ligue 2 et finit à la 20e et dernière place du classement.

### Clermont Foot (2014-2015)
En manque de temps de jeu chez les Verts, Saadi s'engage le 17 janvier 2014 avec le Clermont Foot,. Son arrivée redynamise le secteur offensif clermontois, orphelin de l'attaquant Mana Dembélé. Il s'impose rapidement au sein du club auvergnat et confirme son talent devant les buts en faisant trembler les filets à sept reprises en 18 matches de Ligue 2.
Il débute très bien la saison 2014-2015 en inscrivant 11 buts en 19 matchs, avec un ratio de plus d'un but par match. Auteur d'un doublé en août 2014 contre Châteauroux, Saadi totalise trois buts en septembre et, sur l'année civile 2014, est le meilleur buteur du championnat. Revenant sur son transfert à Clermont, il affirme : « Ici, je me sens bien ». Le 24 janvier 2015, lors de la 21e journée, il se blesse en fin de première période et doit sortir du terrain. Il souffre alors d'une rupture du ligament croisé antérieur du genou gauche. L'attaquant est forfait pour le reste de la saison,.
Il fait son retour sur les terrains le 25 août 2015, lors d'un match de Coupe de la Ligue contre l'Evian TG FC et retrouve par la même occasion le chemin des filets sur penalty malgré une défaite des Auvergnats. Ce match sera son dernier sous les couleurs clermontoises car l'attaquant, sollicité par plusieurs clubs, souhaite quitter son club. Saadi a joué 44 rencontres avec Clermont pour 20 buts, soit un ratio d'un but tous les deux matches.

### Cardiff City (2015-2016)
Le 31 août 2015, le dernier jour du mercato estival, Saadi est transféré dans le club gallois de Cardiff City, évoluant en Championship, la seconde division anglaise,.
Il doit attendre le mois de novembre pour jouer son premier match avec Cardiff. Entrant en jeu en fin de seconde période, il voit son équipe s'imposer 2-0 contre Reading mais connait une rechute au niveau du tendon de l'ischio-jambier. Il retrouve les terrains fin janvier 2016 et trouve le chemin des filets à l'occasion d'un match avec l'équipe réserve.

### Prêt au KV Courtrai (2016-2017)
Le 1er juillet 2016, il est prêté au KV Courtrai, où il s'impose d'entrée de jeu avec 7 buts en 8 journées.

### RC Strasbourg (2017-2021)
Saadi s'engage pour quatre ans avec le Racing Club de Strasbourg le 21 juillet 2017. Il y retrouve Thierry Laurey, côtoyé lors de la deuxième partie de saison 2012-2013 au Gazélec.
Le 5 août, Saadi fait ses débuts pour Strasbourg en ouverture de la Ligue 1 mais voit son équipe s'incliner lourdement face à l'Olympique lyonnais (1re journée, défaite 4-0). Il débute les six premières rencontres de championnat titulaire. Ne trouvant qu'une seule fois le chemin des filets et éprouvant des difficultés à s'imposer au sein de l'attaque alsacienne, Laurey fait le choix de le placer sur le banc pour la réception du FC Nantes (7e journée, défaite 1-2), lui préférant Nuno Da Costa. Son temps de jeu diminue alors drastiquement, ne connaissant qu'une nouvelle titularisation sur la phase aller. Il ne parvient pas à renverser la tendance sur la phase retour, titulaire à trois reprises, contre dix entrées en jeu, trouvant le chemin des filets à trois reprises. 
Encore en phase de reprise lors du début de saison 2018-2019, il dispute ses premières minutes de jeu face à l'Olympique de Marseille le 26 septembre (7e journée, défaite 3-2). Souffrant d'une inflammation au tendon rotulien lors d'un match amical face à Neuchâtel, il est opéré le 23 octobre, son retour n'étant pas attendu avant la trêve hivernale. Une calcification postopératoire le gênant, il se fait de nouveau opérer le 25 février, cette seconde opération mettant un terme à sa saison. Lors de l'exercice 2018-2019, il ne compte ainsi que neuf minutes de jeu à son actif.
À la suite de cette saison blanche, il est prêté le 7 juillet 2019 au Cercle Bruges. Il y retrouve les terrains et du temps de jeu avant d'être freiné par une nouvelle blessure, souffrant d'une déchirure au mollet en décembre. Le championnat étant suspendu dès le mois de mars à cause de la pandémie de Covid-19, il ne reportera plus les couleurs du club belge.
Se distinguant lors des matchs amicaux précédant la saison 2020-2021, il entre de nouveau dans les plans de Lauray, rentrant en cours de jeu lors des six premières journées de championnat. Gêné aux adducteurs, il manque une nouvelle fois de nombreux mois de compétition. Il ne réapparaît que deux fois en compétition, le 10 février en Coupe de France puis le 14 mars sur la pelouse du stade rennais (29e journée, défaite 1-0). Le 26 mai, le Racing annonce son départ ainsi que celui d'Ismaïl Aaneba, Lionel Carole, Lamine Koné et Kévin Zohi. 

### Destinations diverses (depuis 2021)
Libre, l'ancien attaquant de Strasbourg s'engage pour une saison avec le Sporting Club de Bastia le 6 juillet 2021. Il n'est pas conservé au terme de celle-ci, auteur d'une saison en demi-teinte, apparaissant à 24 reprises en championnat, pour 15 titularisations, 4 buts inscrits et 2 passes décisives délivrées. 
Sans club depuis sa tentative de rebondir en Algérie au CR Belouizdad, il s'entraîne à partir de mars 2023 avec l'équipe de réserve des Verts, son club formateur. 

### Sélection
Saadi est international « junior » français et a joué en moins de 16 ans, moins de 17 ans, et moins de 18 ans.
En novembre 2016, la presse algérienne affirme que Saadi a demandé à changer de nationalité sportive afin de pouvoir représenter l'équipe d'Algérie. De par sa bonne saison avec Courtrai, le sélectionneur Georges Leekens le pré-convoque au mois de décembre en vue de la CAN 2017. Il ne sera finalement pas retenu, barré notamment par le titulaire d'attaque Islam Slimani.
Le 1er juin 2017, il est convoqué par Lucas Alcaraz dans la liste des 23 pour affronter la Guinée le 6 juin en amical et le Togo le 11 juin pour les éliminatoires de la CAN 2019.

## Style de jeu
Saadi est un joueur physique se servant de son gabarit pour peser sur les défenses adverses. Surnommé « Le Taureau », son impact lors des duels permet souvent de laisser du champ libre à ses coéquipiers. Malgré sa musculature imposante, Saadi apprécie les courses vers l'avant ainsi que les contres. Il est adroit devant le but et possède une frappe sèche qui peut surprendre le gardien. Il s'inspire de son ancien camarade le "Fennec de Constantine", Thibaut Saouchi, avec qui il partage la tête du classement de meilleur buteur drômois 2013-2014.

## Statistiques
| Saison                | Club                   | Championnat           | Championnat | Championnat | Championnat | Coupe nationale | Coupe nationale | Coupe nationale | Coupe de la Ligue | Coupe de la Ligue | Coupe de la Ligue | Compétition(s) continentale(s) | Compétition(s) continentale(s) | Compétition(s) continentale(s) | Compétition(s) continentale(s) | Total | Total | Total |
| Saison                | Club                   | Division              | M.          | B.          | P.d.        | M.              | B.              | P.d.            | M.                | B.                | P.d.              | Comp.                          | M.                             | B.                             | P.d.                           | M.    | B.    | P.d.  |
| 2010-2011             | AS Saint-Étienne       | Ligue 1               | 9           | 0           | 0           | 1               | 0               | 0               | 3                 | 0                 | 0                 | -                              | -                              | -                              | -                              | 13    | 0     | 0     |
| 2011-2012             | AS Saint-Étienne       | Ligue 1               | 7           | 0           | 0           | 1               | 0               | 0               | 1                 | 0                 | 0                 | -                              | -                              | -                              | -                              | 9     | 0     | 0     |
| 2012-2013             | AS Saint-Étienne       | Ligue 1               | 1           | 0           | 0           | -               | -               | -               | -                 | -                 | -                 | -                              | -                              | -                              | -                              | 1     | 0     | 0     |
| 2013-2014             | AS Saint-Étienne       | Ligue 1               | 1           | 0           | 0           | -               | -               | -               | -                 | -                 | -                 | C3                             | 1                              | 0                              | 0                              | 2     | 0     | 0     |
| Sous-total            | Sous-total             | Sous-total            | 18          | 0           | 0           | 2               | 0               | 0               | 4                 | 0                 | 0                 | -                              | 1                              | 0                              | 0                              | 25    | 0     | 0     |
| 2011-2012             | Stade de Reims (prêt)  | Ligue 2               | 10          | 1           | 0           | -               | -               | -               | -                 | -                 | -                 | -                              | -                              | -                              | -                              | 10    | 1     | 0     |
| 2012-2013             | Gazélec Ajaccio (prêt) | Ligue 2               | 32          | 7           | 0           | 1               | 0               | 0               | -                 | -                 | -                 | -                              | -                              | -                              | -                              | 33    | 7     | 0     |
| 2013-2014             | Clermont Foot          | Ligue 2               | 18          | 7           | 0           | -               | -               | -               | -                 | -                 | -                 | -                              | -                              | -                              | -                              | 18    | 7     | 0     |
| 2014-2015             | Clermont Foot          | Ligue 2               | 21          | 11          | 1           | 2               | 0               | 0               | 2                 | 1                 | 0                 | -                              | -                              | -                              | -                              | 25    | 12    | 1     |
| 2015-2016             | Clermont Foot          | Ligue 2               | -           | -           | -           | -               | -               | -               | 1                 | 1                 | 0                 | -                              | -                              | -                              | -                              | 1     | 1     | 0     |
| Sous-total            | Sous-total             | Sous-total            | 39          | 18          | 1           | 2               | 0               | 0               | 3                 | 2                 | 0                 | -                              | -                              | -                              | -                              | 44    | 20    | 1     |
| 2015-2016             | Cardiff City           | Championship          | 2           | 0           | 0           | -               | -               | -               | -                 | -                 | -                 | -                              | -                              | -                              | -                              | 2     | 0     | 0     |
| 2016-2017             | KV Courtrai (prêt)     | Division 1            | 37          | 16          | 2           | 2               | 0               | 0               | -                 | -                 | -                 | -                              | -                              | -                              | -                              | 39    | 16    | 2     |
| 2017-2018             | RC Strasbourg          | Ligue 1               | 26          | 4           | 0           | 1               | 1               | 0               | 2                 | 0                 | 0                 | -                              | -                              | -                              | -                              | 29    | 5     | 0     |
| 2018-2019             | RC Strasbourg          | Ligue 1               | 1           | 0           | 0           | -               | -               | -               | -                 | -                 | -                 | -                              | -                              | -                              | -                              | 1     | 0     | 0     |
| 2020-2021             | RC Strasbourg          | Ligue 1               | 7           | 0           | 0           | 1               | 0               | 0               | -                 | -                 | -                 | -                              | -                              | -                              | -                              | 8     | 0     | 0     |
| Sous-total            | Sous-total             | Sous-total            | 34          | 4           | 2           | 2               | 1               | 0               | 2                 | 0                 | 0                 | -                              | -                              | -                              | -                              | 38    | 5     | 2     |
| 2019-2020             | Cercle Bruges          | Jupiler League        | 16          | 3           | 0           | 1               | 0               | 0               | -                 | -                 | -                 | -                              | -                              | -                              | -                              | 17    | 3     | 0     |
| 2021-2022             | SC Bastia              | Ligue 2               | 24          | 4           | 2           | 3               | 0               | 0               | -                 | -                 | -                 | -                              | -                              | -                              | -                              | 27    | 4     | 2     |
| 2022-2023             | CR Belouizdad          | Ligue 1               | 4           | 0           | 0           | 4               | 0               | 0               | -                 | -                 | -                 | -                              | -                              | -                              | -                              | 8     | 0     | 0     |
| 2023-2024             | Andrézieux-Bouthéon FC | National 2            | 20          | 5           | 0           | 2               | 1               | 0               | -                 | -                 | -                 | -                              | -                              | -                              | -                              | 22    | 6     | 0     |
| Total sur la carrière | Total sur la carrière  | Total sur la carrière | 236         | 58          | 5           | 19              | 2               | 0               | 9                 | 2                 | 0                 | -                              | 1                              | 0                              | 0                              | 265   | 62    | 5     |

## Palmarès

### En club
- AS Saint-Étienne
  - Finaliste de la Coupe Gambardella en 2011

### Distinctions personnelles
- Trophées du joueur du mois UNFP de Ligue 2 en Décembre 2014
- Élu meilleur joueur du mois du  Clermont Foot 63  en mars 2014 [30],  août 2014 [31] ,  novembre 2014 [32]
- Élu meilleur joueur de la saison 2014-2015 du Clermont Foot 63 [33]

#### Sélection nationale d'Algérie
Le tableau suivant liste les rencontres de l'équipe d'Algérie dans lesquelles Idriss Saadi a été sélectionné depuis le 6 juin 2017 jusqu'à présent.